# Pepero (cucina)

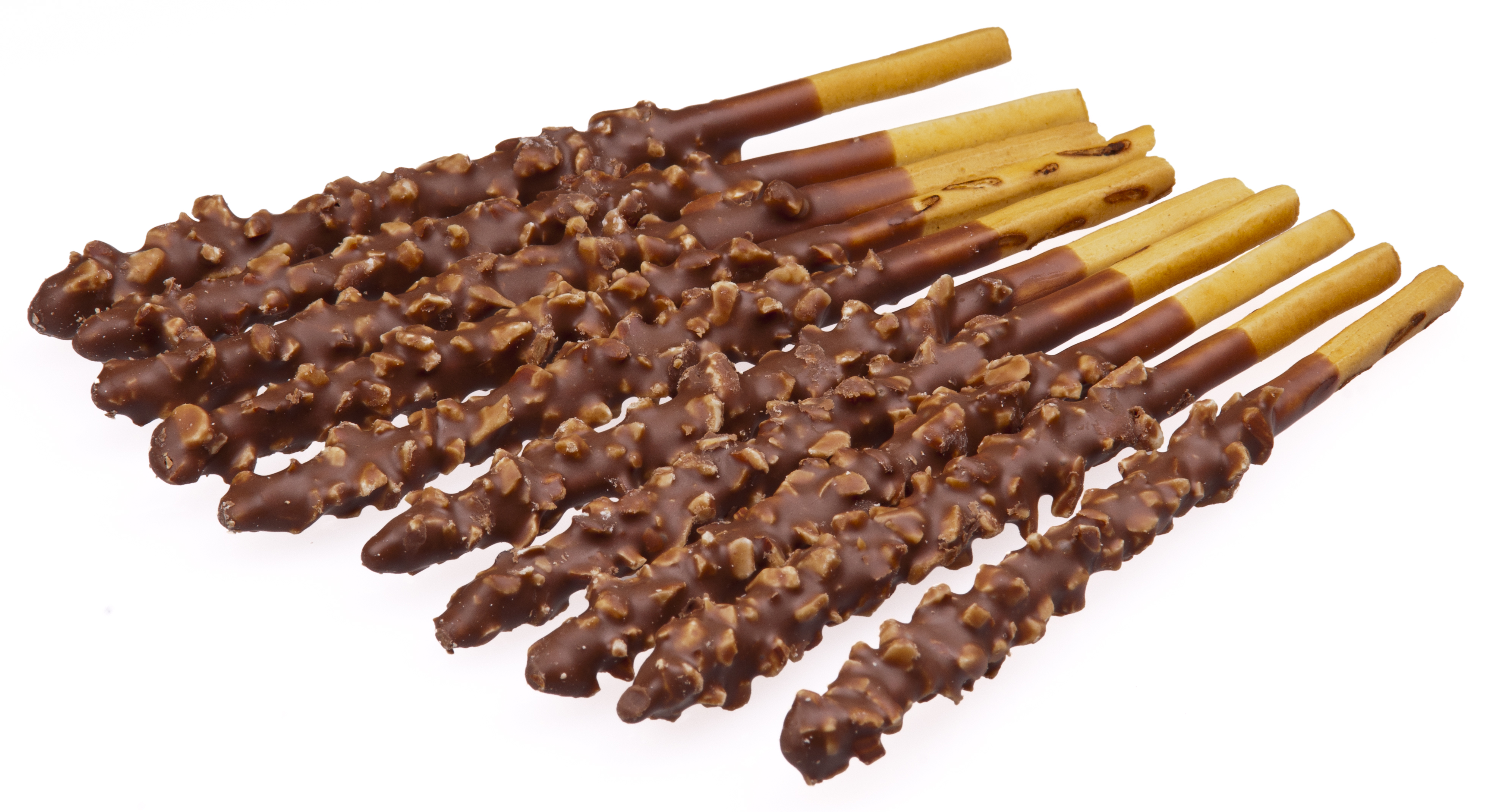
Pepero al cioccolato con mandorle

Pepero (빼빼로?, PpaeppaeroLR) è un dolce sudcoreano che consiste in un bastoncino di biscotto con un rivestimento aromatizzato, di solito al cioccolato. È prodotto da Lotte Confectionery, una divisione di Lotte.
È stato messo in vendita per la prima volta nel 1983 nel gusto cioccolato al latte. In seguito sono state introdotte altre varietà, come cioccolato bianco, fragola, mandorla, cacao e formaggio, oltre a edizioni limitate, che hanno reso Pepero uno dei marchi più venduti di Lotte.

## Celebrazione locale
In Corea del Sud, esiste una tradizione simile a quella di San Valentino, il Pepero Day (giorno del pero), una festa non ufficiale che si celebra ogni 11 novembre, promossa dalla stessa Lotte. In questo giorno, giovani coppie e gruppi di amici si regalano scatole di Pepero in segno di affetto. È stato segnalato per la prima volta nel 1994 e da allora Lotte lo ha utilizzato per promuovere il lancio di edizioni speciali e pubblicità con personaggi famosi.